# Serafim Joantă
Serafim Joantă, născut Romul Joantă, (n. 4 septembrie 1948, Boholț, județul Făgăraș) este un mitropolit român, membru al Sfântului Sinod al Bisericii Ortodoxe Române.

## Studiile
A crescut într-o familie ortodoxă fiind cel mai mic dintre cei cinci copii. A absolvit gimnaziul și liceul în orașul Făgăraș. A urmat cursurile Facultății de Teologie din Sibiu între 1970-1974 și la încheierea lor a susținut examenul de licență în 1974. Între 1982-1985 face studii de doctorat la Institutul Saint Serge din Paris. Printre profesorii care i-au marcat pregătirea teologică se regăsesc Olivier Clément, Boris Bobrinskoy și Konstantin Andronikoff. În 1985 a obținut titlul de doctor în teologie cu o lucrare despre tradiția românească a curentului isihast: "Roumanie - tradition et culture hésychastes". După obținerea titlului de doctor în teologie este, între anii 1986-1989, lector la Institutul Saint Serge. Ține prelegeri despre "Istoria sinoadelor ecumenice" și "Istoria bisericilor ortodoxe". Revine în România cu puțin timp înainte de revoluția din decembrie 1989. În perioada 1989-1990 a fost asistent la Facultatea de Teologie din Sibiu.
Memorialistul Cicerone Ionițoiu a declarat într-un interviu că l-a întâlnit înainte de 1988 pe Serafim Joantă la Versoix, unde acesta fusese trimis de Securitate să-l colinde pe regele Mihai.. Această afirmație este contrazisă de decizia Colegiului Consiliului Național pentru Studierea Arhivelor Securității nr. 2421/28.08.2007 care a dat verdictul de necolaborare cu Securitatea ("nu a fost agent/colaborator al poliției politice comuniste").

## Cariera eclesiastică
A fost preot necăsătorit în Pojorta-Făgăraș, între anii 1974-1975, apoi muzeograf și preot la Catedrala Încoronării din Alba Iulia, între anii 1975-1982. În data de 17 februarie 1990 a fost tuns în monahism și hirotesit arhimandrit. A fost hirotonit întru arhiereu la 11 martie 1990 de către mitropolitul Antonie Plămădeală și de soborul episcopilor coslujitori fiind numit episcop-vicar al Arhiepiscopiei Sibiului cu titlul de Făgărășanul. Această funcție a împlinit-o până în 1994, pe atunci a fost responsabil cu misiunea, cateheza și activitatea filantropică a Mitropoliei Ardealului. Paralel predă la Facultatea de Teologie Ortodoxă din Sibiu cursuri de Misiune Creștină și cursuri de Spiritualitate Ortodoxă. Primește o însărcinare specială din partea Sfântului Sinod al Bisericii Ortodoxe Române care îi încredințează conducerea activității Asociației Misionare Ortodoxe "Oastea Domnului" care număra în acea perioadă circa 300 000 de membri.
La data de 16 octombrie 1993 a fost ales arhiepiscop al Berlinului și mitropolit pentru românii din Europa Centrală, de către o adunare eparhială întrunită la Aachen. Se pare că un rol hotărâtor în acea alegere l-a avut harisma proprie de predicator. Este confirmat de Sfântul Sinod la 12 ianuarie 1994, instalat la München la 5 iunie 1994 când a preluat efectiv conducerea Mitropoliei Ortodoxe Române pentru Germania și Europa Centrală și de Nord purtând titlul de Arhiepiscop de Berlin și Mitropolit pentru Germania și Europa Centrală și de Nord. În responsabilitatea lui canonică intrau la acea vreme 15 țări din Europa. Sarcina lui principală a fost aceea de a aduna în jurul Bisericii Ortodoxe pe românii risipiți în diaspora, de a întări parohiile existente și de a organiza noi misiuni ortodoxe în țările aflate sub jurisdicția lui în fruntea cărora să găsească preoți capabili de a coordona activitatea din străinătate. Toate aceste activități au fost desfășurate doar prin donațile credincioșilor fără a avea o bază financiară asigurată.
La data de 5 iulie 1994 este numit de Sfântul Sinod al Bisericii Ortodoxe Române drept locum tenens al Arhiepiscopiei Române pentru Europa Occidentală cu sediu la Paris. Coordonează activitățile Arhiepiscopiei din Paris până în 1998.

## Activitatea ca Mitropolit Ortodox Român al Germaniei, Europei Centrale și de Nord
La instalarea sa existau doar nouă parohii în Germania, două în Austria și trei în țările nordice. În pofida eforturilor intense depuse de mitropolitul Serafim care dorește unirea tuturor românilor ortodocși într-o singură jurisdicție canonică, unele dintre parohii au rămas până astăzi sub jurisdicția greacă sau rusă, credincioșii acestora privind cu suspiciune pe orice reprezentant al Patriarhiei Române. 
Drumul organizării administrative a noii mitropolii a fost foarte anevoios.  Pentru început a fost sprijinit de Institutul Bisericilor Răsăritene al episcopiei romano-catolice din Regensburg. Acolo a avut la îndemână suportul necesar desfășurării activități. Această fază a durat până în anul 2001. În 1999 Mitropolia a cumpărat la Nürnberg o fostă biserică evanghelică, cunoscută cu numele Epifaniaskirche, pe care a restaurat-o din temelii. Biserica a devenit Catedrala ortodoxă din Nürnberg, iar în clădirile renovate funcționează acum mănăstirea Sfinților Martiri Brâncoveni care dispune de un atelier de pictură bisericească, birouri, camere pentru oaspeți și spații pentru conferințe și întruniri.
Mitropolitul Serafim a binecuvântat înființarea a 31 de parohii noi în Germania și 5 în Austria. A hirotonit pentru eparhia proprie 27 de preoți și diaconi. Un deosebit accent l-a pus pe cumpărarea respectiv construirea de noi biserici. Acest lucru pare a fi deosebit de important pentru identitatea românilor ortodocși din Germania și Austria care încearcă să depășească nesiguranța situațiiei actuale de provizorat. La Stuttgart a fost cumpărată de la parohia evanghelică Sf. Mihail casa  Johann Albrecht Bengel, și transformată în biserică ortodoxă. În Offenbach am Main o parte a clădirii cumpărate în 2002 avansează încet la stadiul de biserică. Două biserici au fost sfințite de către Prea Fericitul Daniel în 13 și 14 iunie 2009 la Salzburg și la Viena, iar piatra de temelie pentru alte două a fost pusă în 13 mai 2006 la Berlin  și Mannheim.
La 1.01.2017 existau 88 parohii și filii doar în Germania, 15 în Austria și una în Luxemburg, care împreună cu parohiile din Episcopia Europei de Nord totalizează un număr de 163 unități bisericești în întreaga Mitropolie.
Liturghie ortodoxă în limba română a devenit parte integrantă a ofertei  religioase în cadrul transmisiilor de televiziune din Germania și în mai multe rânduri a fost transmisă în direct chiar din catedrala mitropolitană de la Nürnberg.
Pentru a ancora comunitațile românești în regiunile în care acestea au fost înființate mitropolitul Serafim pune un deosebit accent pe celebrarea unor părți din serviciul liturgic în limba țărilor în care activează acele comunități. În acest scop a editat cărți liturgice bilingve. Acestea sunt bine primite nu doar de occidentali ci și de creștinii altor biserici ortodoxe care participă la slujbele celebrate de parohiile românești.
A înființat două publicații "Scrisoarea duhovnicească" și "Deisis". Prima dintre ele apare lunar doar în limba română și informează detaliat despre activitatea mitropoliei. Arhiva acesteia pe ultimii trei ani poate fi consultată online pe pagina de web a mitropoliei. Cealaltă este o revistă anuală de cultură și spiritualitate ortodoxă și apare în ediție bilingvă.
Eforturile administrative s-au concretizat în plan juridic prin obținerea statutului de corporație religioasă de drept public pe care mitropolia păstorită de mitropolitul Serafim Joantă a primit-o în anul 2006 din partea landului Bavaria.
Unul dintre cunoscătorii occidentali ai ortodoxiei, Jürgen Henkel, îl consideră drept unul dintre ierarhii care arată o deosebit de mare deschidere spre ecumenism.

## Distincții
- La data de 27 noiembrie 2009 i-a fost acordată medalia constituțională de argint a land-ului Bavaria.
- În februarie 2004 a fost decorat cu Ordinul Meritul Cultural în grad de Mare Ofițer, Categoria G - „Cultele”, „în semn de apreciere deosebită pentru activitatea susținută în domeniul cultelor, pentru spiritul ecumenic și civic dovedit și pentru contribuția avută la întărirea legăturilor interconfesionale, de bună și pașnică conviețuire între toți oamenii”.[21]
- Ordinul Național Steaua României în grad de Cavaler[22]
- Löhe-Medallie oferită de Fundația Culturală Wilhem Löhe a Diaconiei Evanghelice din Neuendettelsau - Bavaria.[23][24]

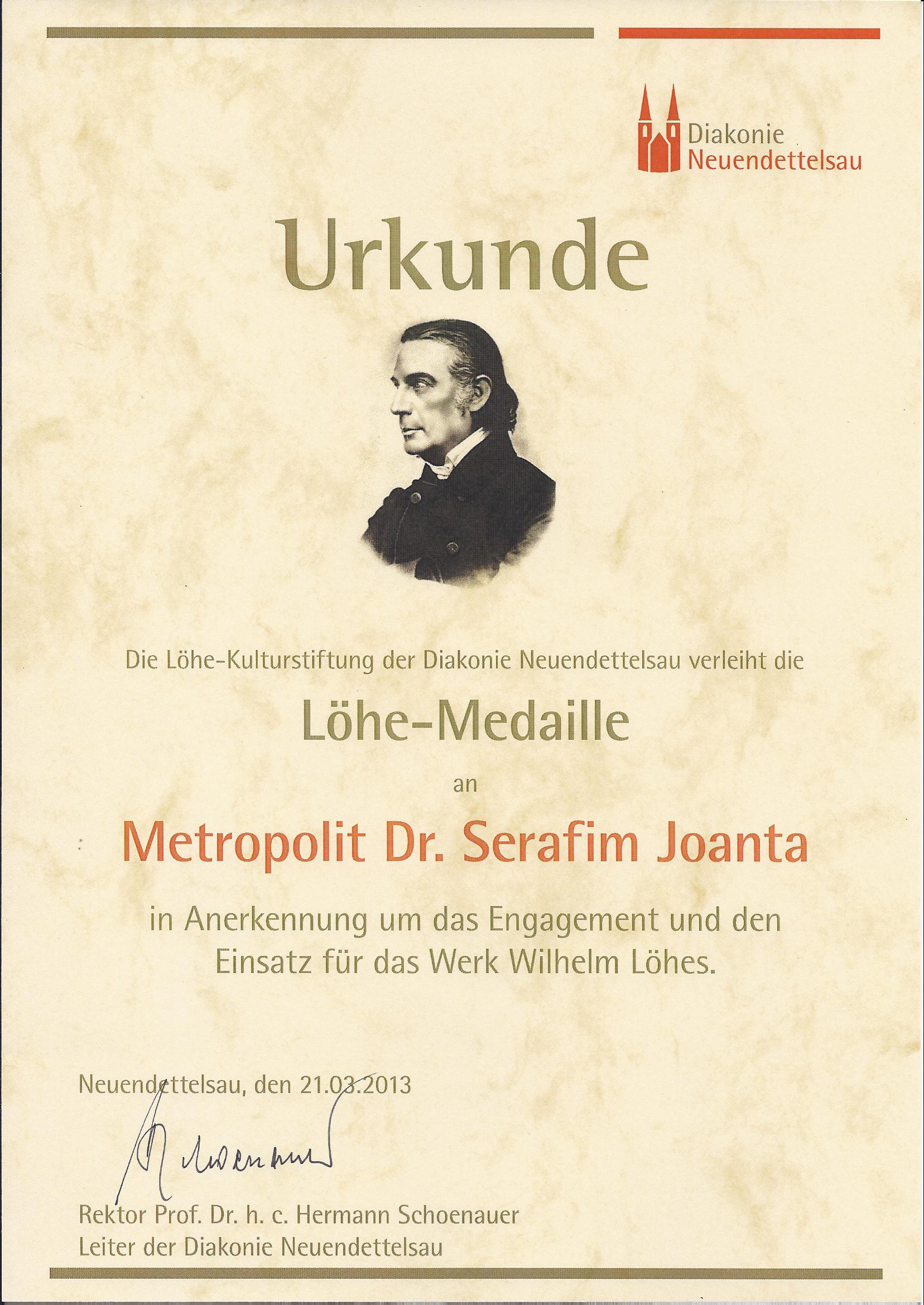
Diploma care atestă Medalia Löhe atribuită de fundaţia diaconală evanghelică din Neuendettelsau Mitropolitului Orthodox Român Serafim Joantă

## Lucrări
- Roumanie. Tradition et culture hesychastes, Paris, 1987, 318 p. (în colecția Spiritualite orientale; versiunea engleză, 1992, XXX + 253 p.; versiunea romanească, București, 1994, 263 p.)
- Le renouveau philocalique du XVIII-e siecle et son influence sur la vie liturgique, in vol. Liturgie. Conversion et Vie monastique, Roma, 1989, p. 159-183.
- Les disciples roumaines du staretz Paissiy, în Messager orthodoxe. II, 1987, p. 66-78.
- Sfânta Liturghie, în vol. Credința ortodoxă și viața creștină, Sibiu, 1992, p. 281-298.
- Din istoria isihasmului până în secolul XV, în vol. Persoană și comuniune. Prinos de cinstire Pr. Prof. Acad. Dumitru Stăniloae, Sibiu, 1993, p. 549-564.
- Deasă sau rară împărtășire, în: Neofit Kavsokalivitul, Nicodim Aghioritul: Despre dumnezeiasca împărtășanie cu preacuratele lui Hristos taine. Sibiu 1993. p. 9-24.
- Henkel, Jürgen: Aus dem Glauben leben. Gesammelte Texte von Metropolit Serafim von Deutschland, Zentral- und Nordeuropa zur orthodoxen Theologie und Spiritualität. Schiller Verlag. Sibiu ISBN 9789738875630
- Geistliche Vaterschaft und Gegenwart. In: Glaube in der 2.Welt. Ökumenisches Forum für Glauben, Religion und Gesellschaft in Ost und West. Heft 3/2009 (37. Jahrgang), p. 21-23. ISSN 02544377
- Orthodoxie zwischen Tradition und Moderne. In: Glaube in der 2. Welt. Ökumenisches Forum für Glauben, Religion und Gesellschaft in Ost und West. Heft 10/2009 (37. Jahrgang), p. 12-15. ISSN 02544377
- Grundlegende Werte der Orthodoxie. In: Glaube in der 2. Welt. Ökumenisches Forum für Glauben, Religion und Gesellschaft in Ost und West. Heft 12/2009 (37. Jahrgang).
- Die Eucharistie in der orthodoxen Tradition. In: Orthodoxie aktuell. Informationen aus der Orthodoxen Kirche, Heft 6 (Juni 2010) (14. Jahrgang), p. 2-6.